# 1623 Vivian
Az 1623 Vivian (ideiglenes jelöléssel 1948 PL) a Naprendszer kisbolygóövében található aszteroida. Ernest Leonard Johnson< fedezte fel 1948. augusztus 9-én.